# تاداو واتانابي
تاداو واتانابي (باليابانية: 渡辺忠雄؛ بالكانا: わたなべ ただお) هو سياسي ياباني، ولد في 15 يوليو 1898 في هيروشيما في اليابان، وتوفي في 6 مايو 1980. انتخب mayor of Hiroshima ‏ (2 مايو 1955 – 1 مايو 1959).